# Nothotrichocera theischingeri
Nothotrichocera theischingeri är en tvåvingeart som beskrevs av Krzeminska 1994. Nothotrichocera theischingeri ingår i släktet Nothotrichocera och familjen vintermyggor. Inga underarter finns listade i Catalogue of Life.